# Asarkina africana
Asarkina africana är en tvåvingeart som beskrevs av Mario Bezzi 1908. Asarkina africana ingår i släktet Asarkina och familjen blomflugor. Inga underarter finns listade i Catalogue of Life.